# Hotel internacional Yanggakdo
El Hotel Internacional Yanggakdo (en coreano: 양각도국제호텔) es el hotel en funcionamiento más grande de Corea del Norte, a la espera de la finalización del Hotel Ryugyong, y el séptimo u octavo edificio más alto del país. El hotel está situado en Isla Yanggak en el Río Taedong, 2 kilómetros (1,2 mi) al sureste del centro de Pyongyang, la capital de la nación. Se eleva a una altura total de 170 metros (185,9 yd) y tiene un restaurante giratorio lento en el piso 47.
Este hotel es el primer hotel de lujo de Corea del Norte, cuesta alrededor de $350 USD por noche para una habitación típica con dos camas individuales. La estructura fue construida entre 1986 y 1992 por la Campenon Bernard Construction Company de Francia, e inaugurado en 1996.

## Trasfondo
Además de albergar la recepción, la planta baja ofrece la compra de juegos, postales y cartas de moneda norcoreana, postales y productos básicos a precios occidentales. Hay un bar y una librería que ofrece material de lectura norcoreano, incluidos tratados de los presidentes Kim Il Sung y Kim Jong Il.
Además del restaurante giratorio, la guía del hotel entregada a los huéspedes indica que el hotel cuenta con cuatro restaurantes más en el segundo piso: los comedores uno y dos, el salón de banquetes principal y los comedores de comida japonesa, china y coreana.
El sótano contiene una bolera, una sala de billar, una sauna, una piscina, una barbería, un casino y un club de masajes.
El precio del hotel es de $499 la noche para dos adultos. Los terrenos del hotel originalmente incluían un campo de golf de nueve hoyos de 9000 metros cuadrados (96 875,2 ft²). En 2011, el campo de golf fue demolido para dejar espacio para la construcción de un complejo sanitario financiado por China. También se encuentra en la Isla Yanggak, junto a los terrenos del hotel, la Sala de cine internacional de Pyongyang, una de las principales sedes del Festival Internacional de Cine de Pyongyang. El Hotel Internacional Yanggakdo es una parada estándar en la mayoría de los viajes a Corea del Norte.[cita requerida]

## Quinto piso
El quinto piso del hotel ha sido motivo de curiosidad entre los extranjeros porque está prohibido para los huéspedes del hotel. Los ascensores no paran en el quinto piso; por lo tanto, no hay ningún botón del quinto piso en el panel del ascensor. El quinto piso ha sido visitado ocasionalmente "extraoficialmente" a través de escaleras por turistas que exploran el hotel. Se informa que está dividido en dos pisos separados, con habitaciones en su mayoría cerradas con llave y decorado con carteles de propaganda. Los turistas también han informado haber visto equipos de vigilancia aparentemente utilizados para observar las habitaciones de los huéspedes. Una agencia de viajes occidental especializada en viajes a Corea del Norte ha descrito el quinto piso como "en realidad, sólo un nivel de servicio muy parecido al que se encuentra en cualquier hotel, y estrictamente fuera del alcance de los turistas".

### Incidente de Otto Warmbier
El 2 de enero de 2016, un turista estudiante universitario estadounidense, Otto Warmbier, fue arrestado acusado de intentar robar una pancarta de propaganda política de un área restringida del hotel. Aunque algunos medios de comunicación especularon que el incidente había ocurrido en el quinto piso del hotel, El propio Warmbier indicó en una confesión que quitó la pancarta de un área exclusiva para el personal del "segundo" piso del hotel, pero abandonó el artículo después de descubrir que era demasiado grande para llevárselo.
Los empleados del hotel testificaron contra Warmbier en el juicio. El 16 de marzo de 2016, Warmbier fue condenado a 15 años de prisión con trabajos forzados. Después de diecisiete meses en cautiverio, se reveló que Warmbier había sufrido un daño cerebral severo y fue devuelto a los Estados Unidos en junio de 2017, muriendo seis días después.

## Galería

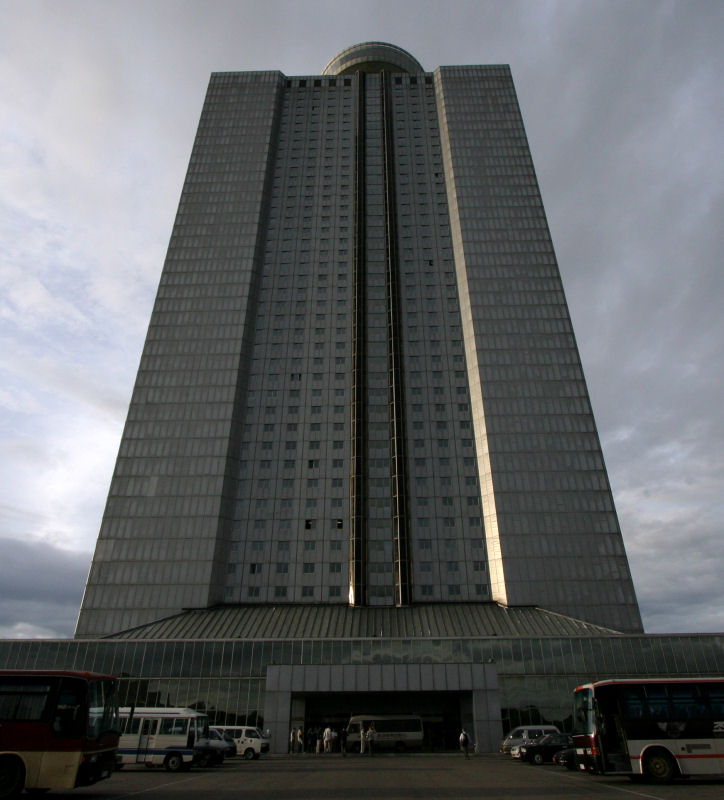
La fachada del hotel vista desde el nivel del suelo.
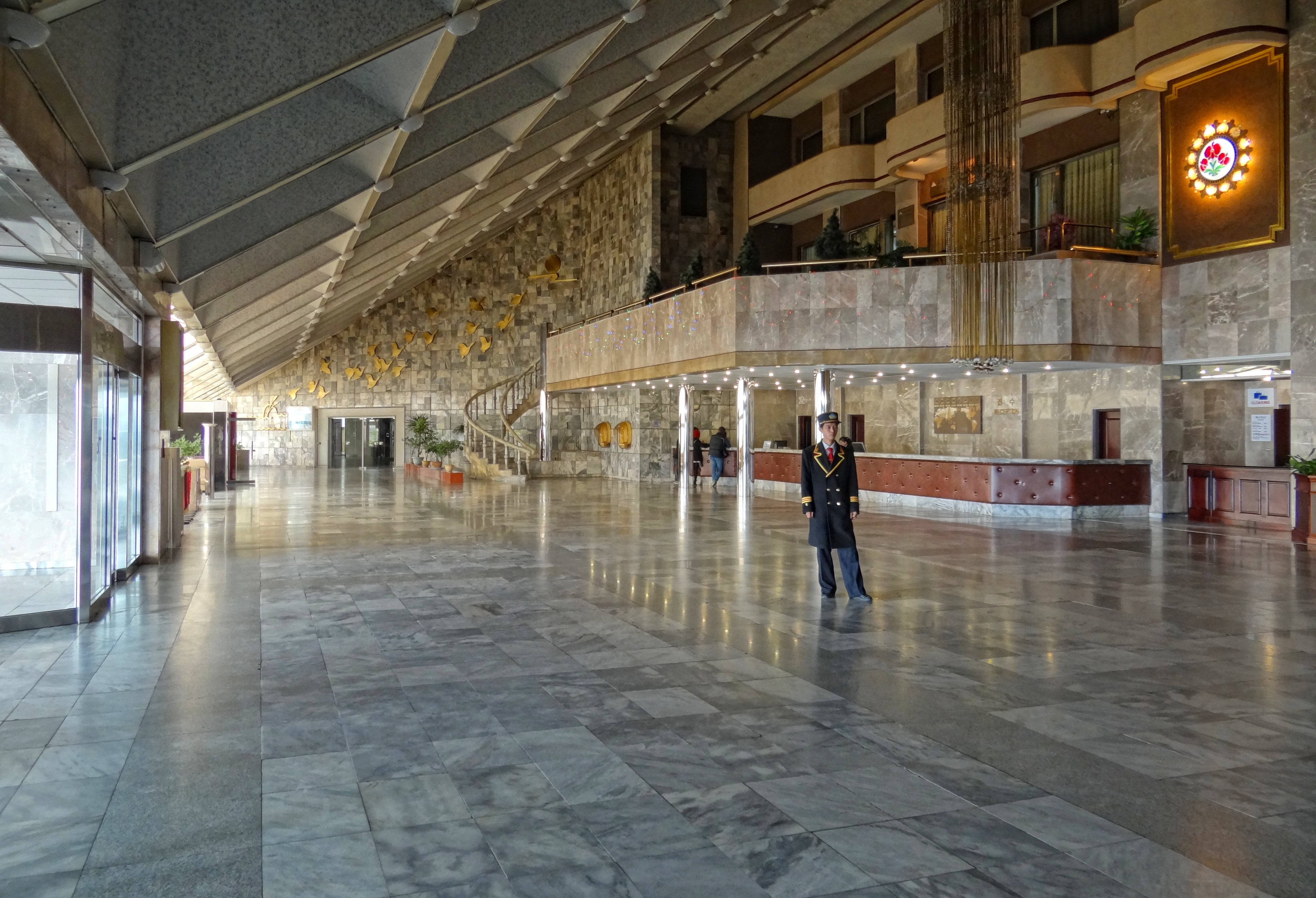
Vestíbulo del hotel, marzo de 2014
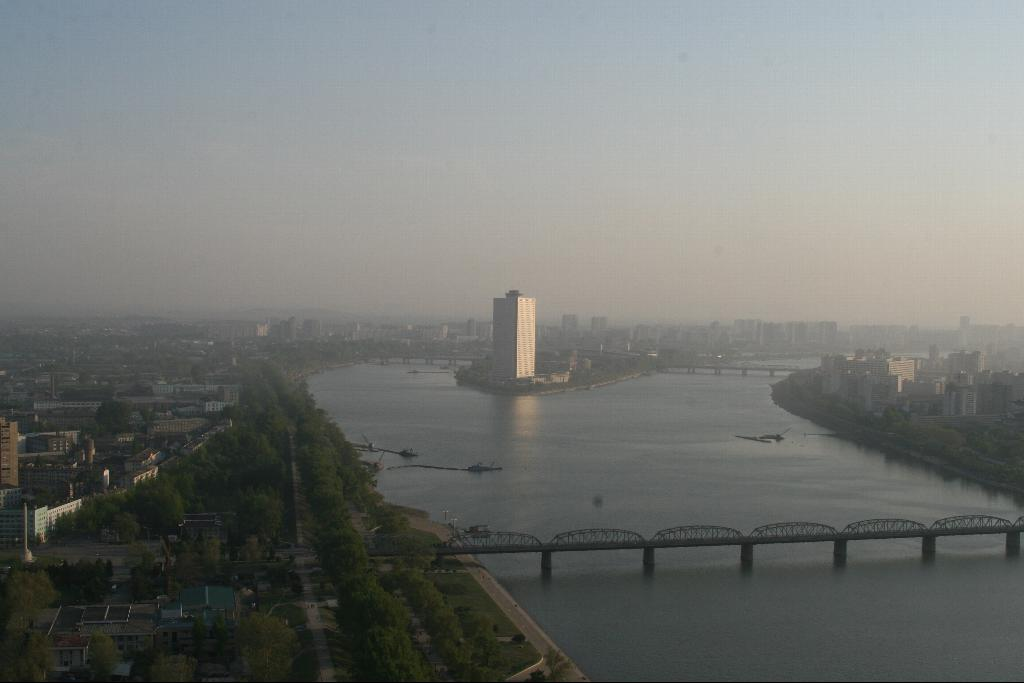
El hotel visto desde lo alto de la Torre Juche
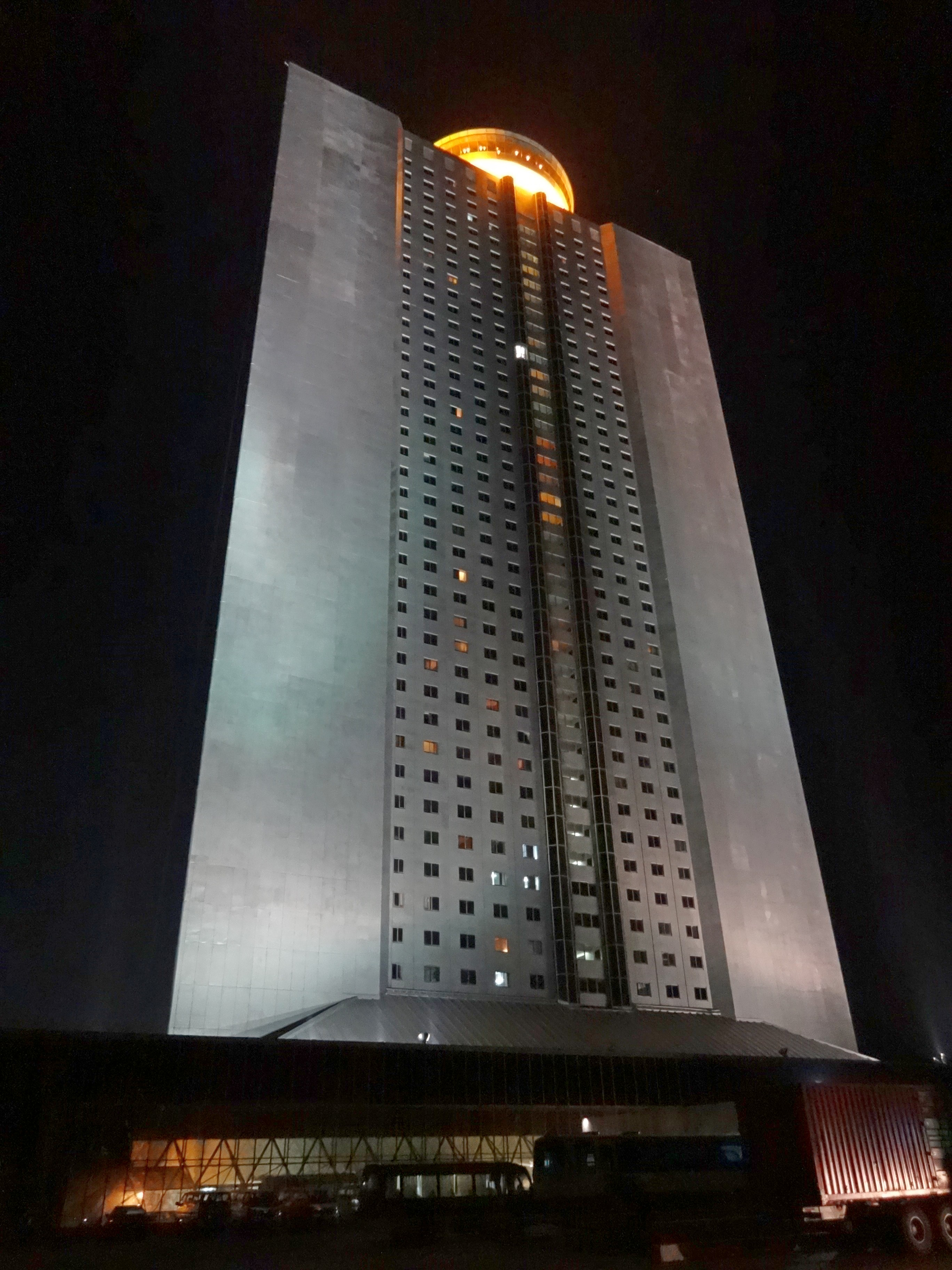
Parte delantera del hotel
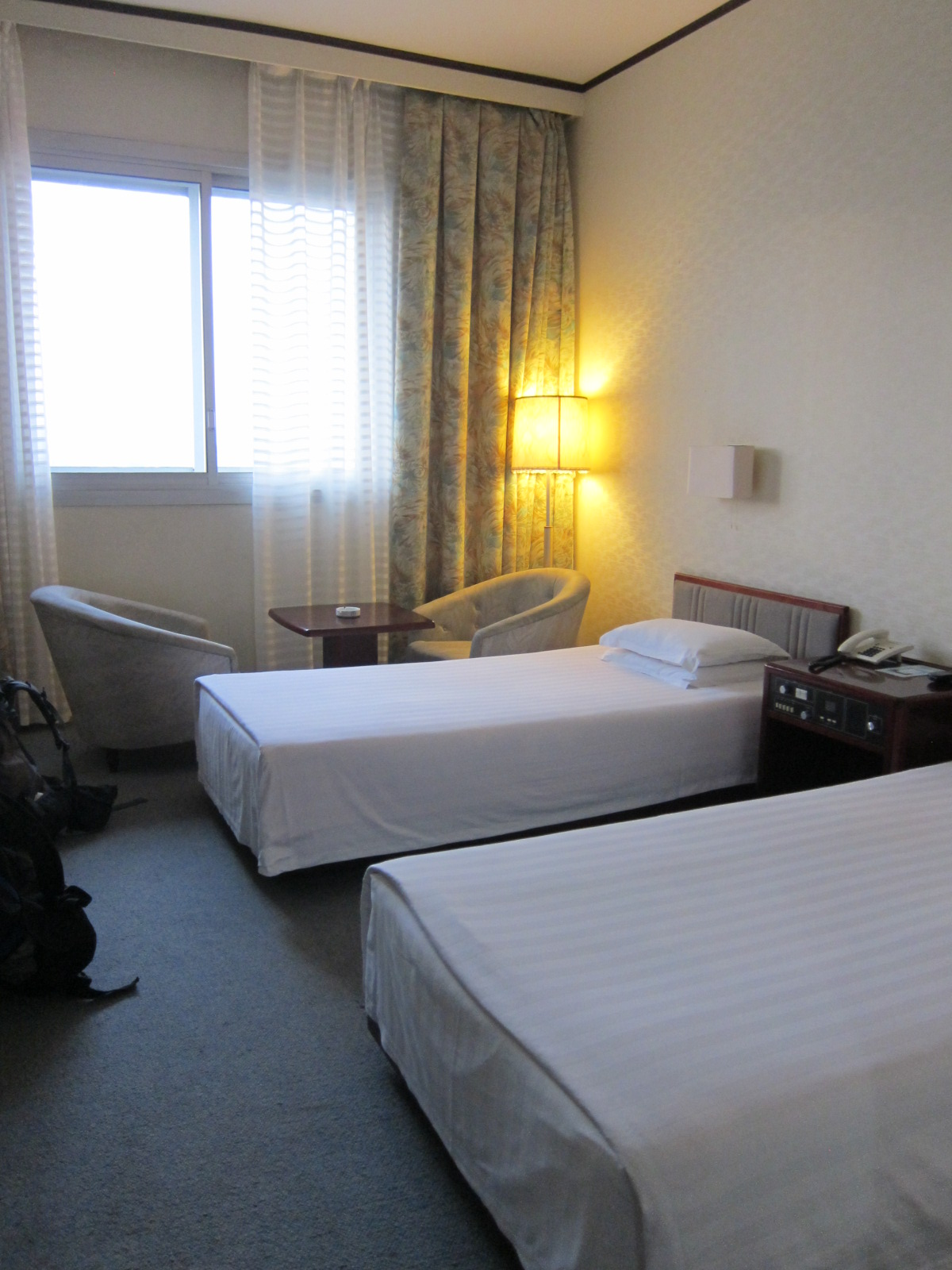
Habitación doble estándar